# Liolaemus pseudoanomalus
Espèce
Synonymes
- Leiosaurus marmoratus Burmeister, 1861
- Liolaemus marmoratus (Burmeister, 1861)

Statut de conservation UICN

 LC  : Préoccupation mineure
Liolaemus pseudoanomalus est une espèce de sauriens de la famille des Liolaemidae.

## Répartition
Cette espèce est endémique  d'Argentine où elle est présente dans les provinces de Catamarca et de La Rioja.

## Description
C'est un saurien ovipare.

## Taxinomie
José Miguel Alfredo María Cei a du renommer Liolaemus marmoratus (Burmeister, 1861) car ce nom était préoccupé par Liolaemus marmoratus Gravenhorst, 1838 (aujourd'hui considéré comme un synonyme de Liolaemus nitidus).

## Publications originales
- Burmeister, 1861 : Reise durch die La Plata Staaten mit besonderer Rücksicht auf die physische Beschaffenheit und den Culturzustand der Argentinischen Republik. Ausgeführt in den Jahren 1857, 1858, 1859 und 1860. Halle, H.W. Schmidt, p. 1-538 (texte intégral).
- Cei, 1981 : Liolaemus pseudoanomalus, a substitute name for Liolaemus marmoratus (Burmeister). Journal of Herpetology, vol. 15, no 2, p. 253-254.